# JLGフィルム
JLGフィルム（ジーエルジェーフィルム、JLG Films）は、映画監督のジャン＝リュック・ゴダールが設立したフランスの映画製作会社である。

## 歴史
1979年、ゴダールとアンヌ＝マリー・ミエヴィルは活動拠点をスイスに移し、レマン湖畔の小村ロール (Rolle) に工房を構えた。ゴダールは、ミエヴィルとの製作会社ソニマージュで商業映画復帰第一作『勝手に逃げろ/人生』の製作準備に入るにあたり、フランスの国立映画センター (Centre national de la cinématographie; CNC) への資金助成申請のため、20分のプレゼン用ヴィデオフィルム『「勝手に逃げろ/人生」のシナリオ』を撮ることにした。そのために設立したのがこのJLGフィルムである。したがって同作が当社の設立第一作である。つづいて1982年、当社は、同様に『「パッション」のためのシナリオ』を製作、また『パッション』本編にもソニマージュとともに共同出資した。製作会社としてのソニマージュ社は『パッション』の完成をもって役割を終えていった。
1983年、ミエヴィルが初の単独脚本を書き、ゴダールが監督した映画『カルメンという名の女』をアラン・サルドのサラ・フィルムと共同で製作。翌1984年、ミエヴィルの二本目の単独監督作『マリアの本』をペガーズ・フィルムと共同製作。つづいて1985年にゴダール監督の『こんにちは、マリア』をベガーズ・フィルムやサラ・フィルム、ゴーモンやテレビ局の出資で共同製作し、これはミエヴィルの短篇『マリアの本』と二本立てで全世界配給された。
その後も、サラ・フィルムと共同で『ゴダールの探偵』、ザナドゥ・フィルムやゴーモンと『右側に気をつけろ』といったゴダールのきわめて1980年代的なスターキャスティング作品、多くの資本を得てのミエヴィル単独初長篇『私の愛するテーマ』を製作したが、JLGフィルムは、基本的にはゴダールのための小回りの効くハウスプロダクション的な性格が強い。メナヘム・ゴーラン監督率いるイスラエル系企業ザ・キャノン・グループ資本による『ゴダールのリア王』（1987年）を撮るにあたって、キャスティングのためにウディ・アレンにインタビューした模様を収録したビデオ映画『ウディ・アレン会見』（1986年）を単独製作したり、1997年、インディペンデント作家ロブ・トレジェンザ監督の『Inside/Out』にまるでポケットマネーであるかのように出資したりすることを得意とする会社である。
したがって、1989年からの『ゴダールの映画史』にゴダールがのめり込むに至り、長大な同作の完成をみるまでの9年間、JLGフィルムはほかの一切の作品の製作を行わなかった。しかし『映画史』以外のゴダール作品の製作や出資、ミエヴィルとの共同作業の場が必要になり、ゴダールは翌1990年、ミエヴィルとペリフェリア社を設立した。『映画史』は2016年時点でJLGフィルムの最後の作品となっている。
なお、「JLGフィルム」の名称はジャン＝リュック・ゴダールの頭文字から来ているが、これは、ヌーヴェルヴァーグの発端となったクロード・シャブロルの設立した製作会社で、シャブロルの妻子の名の頭文字にちなんだAJYMフィルムのネーミング方法が下敷きになっている。シャブロル以下、ジャック・リヴェットやエリック・ロメール、フィリップ・ド・ブロカもAJYMフィルムでデビュー長編を撮ったが、ゴダールはそれを当時横目で観ているしかなかった。

## フィルモグラフィー
監督クレジットのないものはゴダール監督作品、共同製作クレジットのないものは単独製作。
- 『「勝手に逃げろ/人生」のシナリオ』Scénario de 'Sauve qui peut la vie'  1979年
- 『「パッション」のためのシナリオ』Scénario du film 'Passion'  1982年 テレヴィジョン・スイス＝ロマンド（スイスのテレビ局TSR）との共同製作
- 『パッション』Passion 1982年 フィルムA2（アンテーヌ2：仏テレビ局Antenne 2）、ソニマージュ、サラ・フィルム、テレヴィジョン・スイス＝ロマンドらとの共同製作
- 『映画「こんにちは、マリア」のためのささやかな覚書』Petites notes à propos du film 'Je vous salue, Marie'  1983年 25分
- 『カルメンという名の女』Prénom Carmen 1983年 フィルムA2、サラ・フィルムとの共同製作
- 『マリアの本』Le Livre de Marie（ゴダールのマリア）：1984年 監督アンヌ＝マリー・ミエヴィル ペガーズ・フィルムとの共同製作
- 『こんにちは、マリア』 'Je vous salue, Marie' （ゴダールのマリア）：1985年 英仏スイス合作、サラ・フィルム、ペガーズ・フィルム、ゴーモン、テレヴィジョン・スイス＝ロマンド、チャンネル4との共同製作
- 『ゴダールの探偵』Détective 1985年 サラ・フィルムとの共同製作
- 『ソフト&ハード』Soft and Hard 1986年 共同監督アンヌ＝マリー・ミエヴィル 英仏合作、チャンネル4との共同製作
- 『ウディ・アレン会見』Meetin' WA 1986年
- 『映画というささやかな商売の栄華と衰退』"Série noire: Grandeur et décadence d'un petit commerce de cinéma (#1.21)" テレビ映画 1986年 製作ピエール・グランブラ 仏独スイス合作、TF1, RTL（英テレビ局RTL Group）、テレヴィジョン・スイス＝ロマンドとの共同製作
- 『右側に気をつけろ』Soigne ta droite 1987年 仏・スイス合作、ゴーモン、ザナドゥ・フィルムとの共同製作
- 『言葉の力』Puissance de la parole 1988年 フランステレコム、ゴーモンとの共同製作
- 『ゴダールの映画史 すべての歴史』Histoire(s) du cinéma: Toutes les histoires 1988年 カナル・プリュス（仏テレビ局Canal+）、フランス国立映画センター (CNC)、フランス3シネマ（仏テレビ局France 3）、ラ・セット・シネマ（仏テレビ局La Sept）、ゴーモン、ヴェガ・フィルムとの共同製作
- 『最後の言葉』：『パリ・ストーリー』"Les Français vus par" の一篇 テレビ映画 1988年 参加監督ルイジ・コメンチーニ、ヴェルナー・ヘルツォーク、アンジェイ・ワイダ、デヴィッド・リンチ、ゴダール アンテーヌ2とCNCの資本、ルイ・ヴィトン提供による製作
- 『私の愛するテーマ』Mon cher sujet 1988年 監督アンヌ＝マリー・ミエヴィル CNC, ラ・サンク（仏テレビ局La Cinq）、レ・フィルム・デュ・ジュディ、テレヴィジョン・スイス＝ロマンド、ザナドゥ・フィルムらとの共同製作
- 『ゴダールの映画史 ただ一つの歴史』Histoire(s) du cinéma: Une histoire seule 1989年 第一作同様の共同製作
- 『子どもたちはロシア風に遊ぶ』Les Enfants jouent à la Russie 1993年 ヴェガ・フィルムとの共同製作
- 『ゴダールの映画史 映画だけが』Histoire(s) du cinéma: Seul le cinéma ビデオ映画 1997年 第一作同様の共同製作
- 『ゴダールの映画史 命がけの美』Histoire(s) du cinéma: Fatale beauté ビデオ映画 1997年 第一作同様の共同製作
- Inside/Out 1997年 監督ロブ・トレジェンザ
- 『ゴダールの映画史 新たな波』Histoire(s) du cinéma: Une vague nouvelle ビデオ映画 1998年　第一作同様の共同製作
- 『ゴダールの映画史 徴（しるし）は至る所に』Histoire(s) du cinéma: Les signes parmi nous ビデオ映画 1998年 第一作同様の共同製作
- 『ゴダールの映画史 宇宙のコントロール』Histoire(s) du cinéma: Le contrôle de l'univers ビデオ映画 1998年 第一作同様の共同製作
- 『ゴダールの映画史 絶対の貨幣』Histoire(s) du cinéma: La monnaie de l'absolu ビデオ映画 1998年 第一作同様の共同製作